# Francesco Gondrand
Francesco Gondrand (Pont-de-Beauvoisin, 8 dicembre 1840 – Milano, 20 ottobre 1926) è stato un imprenditore italiano.

## Biografia
François Gondrand nacque in Savoia quando la regione faceva ancora parte del Regno di Sardegna; il padre aveva un'agenzia che svolgeva le pratiche di dogana. Completati gli studi in collegio, nel 1855, inizia a lavorare presso un amico del padre, C.-A. Girard, commissionario presso gli uffici di dogana, alla frontiera tra il Regno di Sardegna e la Francia. Gondrand è destinato agli uffici di Eluiset e di Pont-de-Beauvoisin situati lungo le maggiori vie di comunicazioni verso Lione e la valle del Rodano. Dopo un periodo di tirocinio, partecipa a pieno titolo agli affari della casa di commercio di Girard e dei figli. Gli eventi legati alla seconda guerra d'indipendenza italiana, con la conseguente cessione della Savoia alla Francia, obbligano la famiglia Girard a ripensare l’organizzazione dell’azienda e, in particolare, a riposizionare i propri uffici ai nuovi confini definiti nel 1860: sul versante francese le nuove sedi vengono installate a Saint-Michel-de-Maurienne, capolinea del tronco ferroviario che arriva in Italia, in direzione di Torino.
In accordo con la famiglia Girard, Gondrand si trasferisce a Milano dove, nel 1866, fonda insieme ai suoi fratelli Clément, Louis e Désiré, la ditta di trasporti Fratelli Gondrand; questa nuova attività imprenditoriale registra una rapida espansione, integrandosi con le attività dell’impresa Girard e, nei primi quindici anni di vita, la Gondrand istituisce sedici dipendenze in cinque differenti Paesi: sei in Italia, sei in Francia, due in Belgio, una in Inghilterra e una in Svizzera, alle quali si aggiungono le nuove sedi della Fratelli Girard, presente in altre otto località europee. L’espansione prosegue nel quinquennio seguente con l’apertura di nuove succursali in Europa e anche in America, cosicché viene a definirsi una complessa rete di servizi a livello continentale con teste di ponte Oltreoceano.

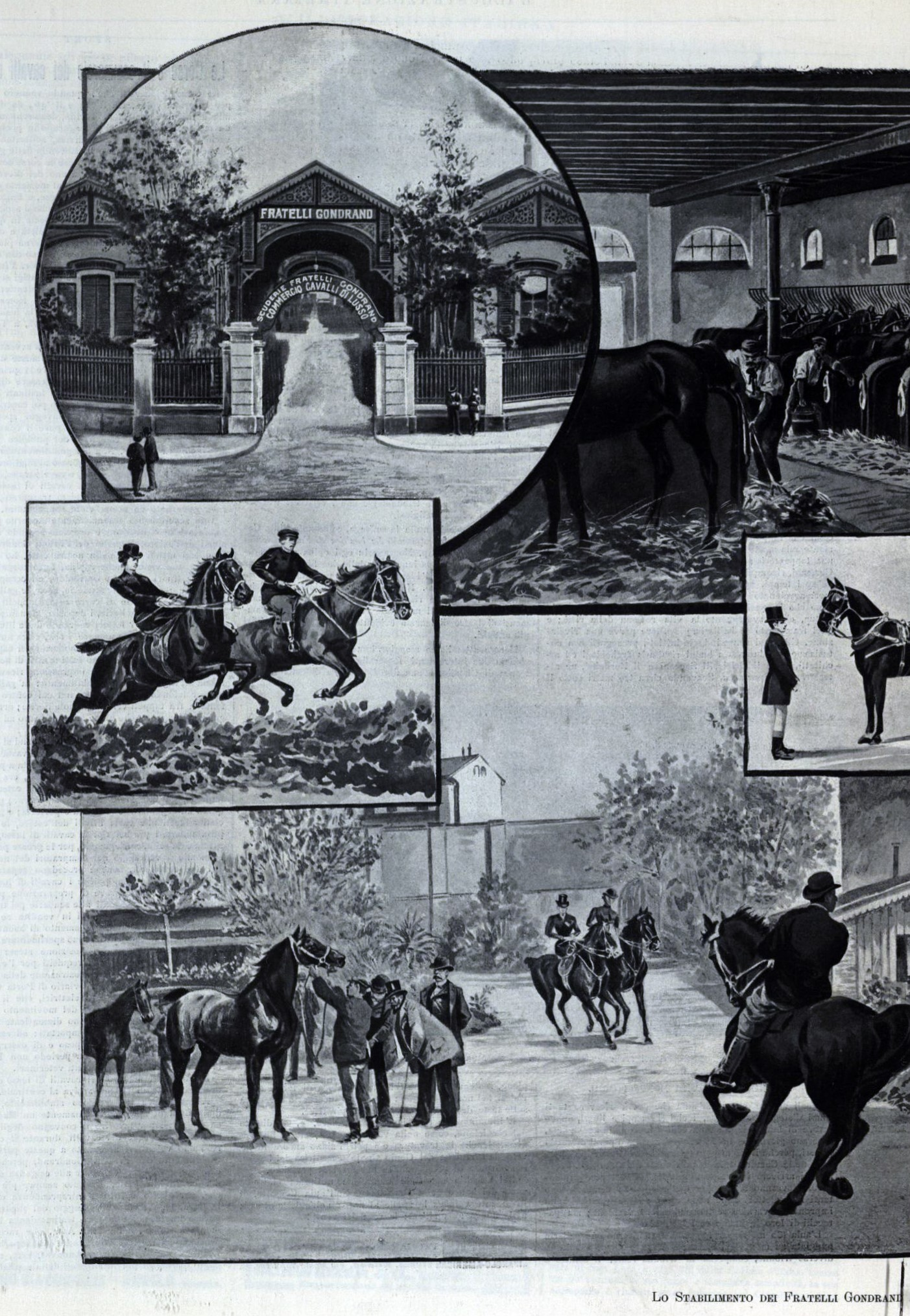
Lo stabilimento dei Fratelli Gondrand, Milano: Sezione Cavalli di Lusso.

### Il giallo che corre
Fin dagli inizi lo sviluppo della ditta Fratelli Gondrand si basa su una buona dotazione di attrezzature, in particolare un importante parco di mezzi ippotrainati, affiancati, a Milano, da scuderie capaci di ospitare oltre 350 cavalli da tiro, cui si aggiungono via via gli impianti garde-meubles e i mezzi per traslochi: i caratteristici grossi furgoni gialli dell’impresa contribuiscono alla diffusione e all’affermazione del marchio. Nel 1880 viene introdotta un’importante novità con la costruzione di furgoni che consentono, attraverso speciali strutture meccaniche, il carico e l’ancoraggio sui vagoni pianali delle ferrovie: le merci vengono così trasportate e arrivano a destinazione evitando ogni trasbordo intermedio; questa iniziativa evidenzia il ruolo della Gondrand nello sviluppo di uno specifico sistema di trasporto combinato, detto “rail-route”. In questi anni l’attività della Fratelli Gondrand non si limita ai trasporti terrestri: Clément Gondrand si stabilisce a Genova per sviluppare il settore dei traffici marittimi, mentre numerose compagnie di navigazione cedono alla Gondrand le loro agenzie italiane (tra queste, nel 1880, la Compagnie générale transatlantique e, nel 1900, la Compagnie des messageries marittime). Nel medesimo torno di tempo l’impresa ottiene anche la licenza come “vettore di emigranti”, mentre inizia a operare come agenzia di viaggi e di servizi speciali per i dislocamenti delle compagnie teatrali. Nel 1902 le due imprese Gondrand e Girard avviano una serie di accordi e fusioni che portano alla formazione di nuove società: la Società nazionale di trasporti Fratelli Gondrand, anonima, con sede a Milano, in cui le due ditte originarie fanno confluire le attività situate in Italia; la Société anonyme internationale de transports Gondrand Frères, con sede in Svizzera, prima a Briga e poi a Basilea, a cui vengono inizialmente conferite tutte le attività non svolte in Italia; in seguito, verrà costituita una nuova società per la gestione delle succursali francesi, belghe e inglesi che, dal 1919, assume la ragione sociale di Société française de transports Gondrand Frères, con sede a Parigi. Infine le attività che si svolgono in Germania e in Austria verranno raggruppate nella Allgemeine Transportgesellschaft vormals Gondrand e Mangili.

### La fabbrica del ghiaccio
L’impegno di Gondrand a cavallo del secolo non è esaurito nell’ambito della ditta di trasporti: come Presidente della Camera di commercio francese di Milano s’impegna a migliorare i rapporti economici franco-italiani e, in tale prospettiva, contribuisce in prima persona alla conclusione dell’accordo commerciale del novembre 1898 tra Francia e Italia. 
Nel 1899 inaugura poi una nuova intrapresa e, insieme al socio C. Mangili, rileva la ditta Eredi De Marchi, che gestisce una modesta fabbrica di ghiaccio artificiale: costituisce quindi a Milano la Società dei magazzini refrigeranti e del ghiaccio artificiale Gondrand-Mangili. Fin dagli inizi la nuova società mira a superare la piccola dimensione dell’attività precedente: nel 1900 l’impianto frigorifero viene migliorato con l’adozione dell’energia elettrica come forza motrice, il che permette di aumentare in modo significativo la produzione giornaliera di ghiaccio, fino a 720 quintali; nel 1901 Gondrand dà inizio agli esperimenti per la congelazione della carne destinata alla fornitura dell’esercito. Gli anni seguenti evidenziano l’emergere di alcune difficoltà che portano, nel 1904, a una riduzione di capitale sociale; una volta superate, si apre una nuova fase positiva per la Gondrand-Mangili: nel 1905 viene deciso un ampliamento delle celle di conservazione e, nel 1911, viene deliberata la creazione di una fabbrica del ghiaccio. In pochi anni l’impresa Gondrand-Mangili ha ormai conquistato il primato a Milano e in Italia nel campo degli stabilimenti frigoriferi; nel 1925 nella sola Milano la produzione giornaliera di ghiaccio supererà i 6.000 quintali.

### Trasporti sempre più freddi
Nel corso degli anni l'attività della Società dei magazzini refrigeranti e del ghiaccio artificiale è affiancata da iniziative correlate: nel 1912 Gondrand costituisce a Milano la Società dei vagoni frigoriferi, con lo scopo di costruire e gestire vagoni speciali per il trasporto ferroviario di merci refrigerate; tale esperienza si conclude con la guerra mondiale, quando la Società viene liquidata e i vagoni requisiti dall’esercito. Una seconda iniziativa porta alla costituzione della Società di navigazione per trasporti refrigeranti “La Polare”, con l’utilizzo della nave frigorifera Resurrezione; anche questa esperienza ha vita breve, in quanto la nave viene requisita dal Board of Trade per il trasporto di carne per le truppe alleate. La terza iniziativa a cui partecipa la Gondrand-Mangili è la Società anonima “Palazzo del ghiaccio”, costituita nel 1923 per la costruzione e l’esercizio di una pista di pattinaggio a Milano, a Porta Vittoria, su un terreno della stessa Gondrand-Mangili, che entra in funzione fin dal 1924.
L’attenzione di Gondrand, oltreché alla crescita e all’organizzazione dell’azienda, continua a indirizzarsi particolarmente all’innovazione: nel 1925 deposita il brevetto per la realizzazione del carico di vetture sovrapposte e già in questo periodo l’impresa Gondrand ricorre, per il trasporto di automobili verso il mercato inglese, a imballaggi smontabili, e perciò recuperabili, anticipando la soluzione che, in seguito, sarebbe stata realizzata con i container.
Le molteplici esperienze imprenditoriali di successo valgono a Gondrand, che era tra l’altro affiliato alla massoneria e membro della loggia “Carlo Cattaneo” di Milano, vari riconoscimenti, come la Legion d'onore francese e la Gran croce dell’Ordine della Corona d’Italia, nonché la nomina a Cavaliere dell’Ordine dei SS. Maurizio e Lazzaro. Muore a Milano nell'autunno del 1926.

### Nella cultura di massa
Nella canzone Fuga all'inglese, del cantautore italiano Paolo Conte, tratta dall'album Appunti di viaggio (1982), è citato:
(Paolo Conte, Fuga all'inglese)